# Сан-Філі
Сан-Філі (італ. San Fili, сиц. Santu Fili) — муніципалітет в Італії, у регіоні Калабрія,  провінція Козенца.
Сан-Філі розташований на відстані близько 420 км на південний схід від Рима, 65 км на північний захід від Катандзаро, 10 км на північний захід від Козенци.
Населення — 2717 осіб (2014).

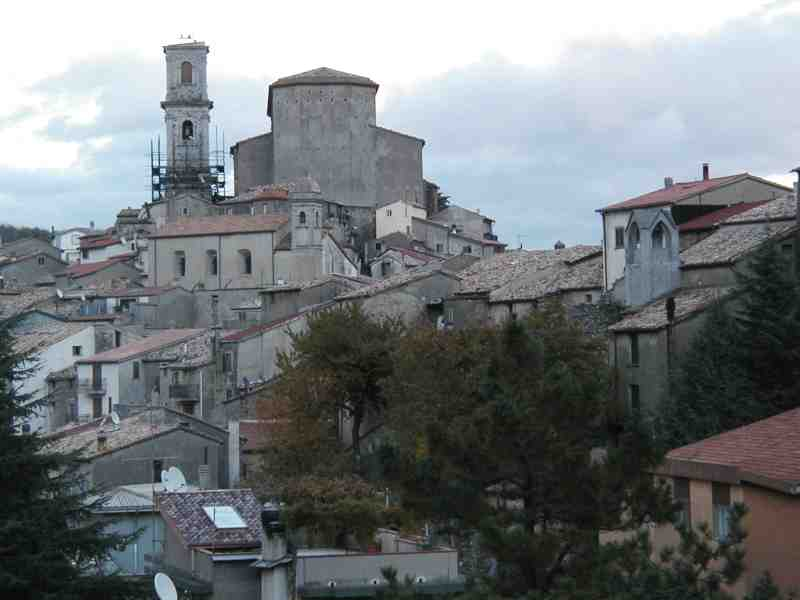

Щорічний фестиваль відбувається 12 жовтня. Покровитель — san francesco.

## Демографія
Населення за роками:

Станом на 1 січня 2023 року в муніципалітеті офіційно проживали 54 іноземці з 16 країн, серед них 27 громадян країн Євросоюзу та 1 громадянин України.

## Сусідні муніципалітети
- Марано-Принчипато
- Монтальто-Уффуго
- Паола
- Ренде
- Сан-Лучидо
- Сан-Вінченцо-Ла-Коста